# Venus and Adonis (film)
Venus and Adonis è un cortometraggio muto del 1914 diretto da Otis Turner.

## Produzione
Il film fu prodotto dalla Selig Polyscope Company.

### Cast
- Robert V. Ferguson (1848–1913): Attore di teatro nato in Scozia, Ferguson girò nella sua carriera anche cinque pellicole. Morì il 21 aprile 1913 e Venus and Adonis fu il suo ultimo film.

## Distribuzione
Distribuito dalla General Film Company, il film - un cortometraggio di 150 metri - uscì nelle sale cinematografiche statunitensi il 19 febbraio 1914. Nelle proiezioni, veniva programmato con il sistema dello split reel, accorpato in un'unica bobina con un altro cortometraggio prodotto dalla Selig, la commedia A Mad Marathon. La storia del film apparve su Moving Picture World del 29 novembre 1913, ma il film fu distribuito nel 1914, dopo quasi un anno dalla morte di Robert V. Ferguson, interprete principale del film.